# Bunsenov gorilnik
Bunsenov gorilnik je tip gorilnika, ki proizvede en sam plamen. Gorilnik je leta 1855 izumil nemški kemik Robert Bunsen. Bunsenove gorilnike se uporablja v kemijskih laboratorijih za segrevanje, sterilizacijo in gorenje. Za gorivo se uporablja zemeljski plin (večinoma metan), utekočinjene pline, kot so propan, butan oz. njihovih zmesi, Bunsen sam pa je uporabljal premogov plin. Dosežena temperatura izgorevanja je deloma odvisna od adiabatne temperature plamena, ki pa je odvisna od izbrane mešanice goriva.

## Različice
Poznamo več različnih gorilnikov z enakim principom delovanja kot Bunsenov gorilnik. Med najpomembnejše alternative spadajo:
- Teclujev gorilnik – spodnji del je koničasto oblikovan, pod njim pa je okrogel vijak, ki regulira pretok zraku. Za Teclujeve gorilnike je značilno boljše mešanje zraku z gorivom, zato imajo tudi višjo temperaturo plamena kot Bunsenov gorilnik.[6][7]
- Mekerjev gorilnik – Spodnji del ima večje odprtine s skupno večjim premerom. Ohišje gorilnika je širše, njegov vrh pa je pokrit z žično mrežico, ki plamen razdeli v več manjših plamenov, preprečuje povratno vnetje plinov, kar je pogosta težava pri visokih razmerjih goriva in zraku ter omeji vnos zraku v gorilnik. Temperatura plamena doseže do 1200 °C. Mekerjev gorilnik ne povzroča hrupa.[8]
- Tirrilov gorilnik – v spodnjem delu je ventil, ki omogoča pretok goriva direktno v gorilniku namesto na viru goriva. Najvišja dosežena temperatura plamena je 1560 °C.[9]